# Solveig Pedersen
Solveig Pedersen nata Pettersen (Kristiansand, 6 settembre 1965) è un'ex fondista norvegese.

## Biografia
In Coppa del Mondo ottenne il primo risultato di rilievo il 15 febbraio 1986 a Oberstdorf (9ª) e l'unico podio il 12 gennaio 1991 a Klingenthal (3ª).
In carriera prese parte a un'edizione dei Giochi olimpici invernali, Albertville 1992 (8 ª nella 5 km, 20ª nella 15 km, 15ª nell'inseguimento, 2ª nella staffetta), e a una dei Campionati mondiali, vincendo una medaglia.

## Palmarès

### Olimpiadi
- 1 medaglia:
  - 1 argento (staffetta[1] a Albertville 1992)

### Mondiali
- 1 medaglia:
  - 1 bronzo (staffetta[1] a Val di Fiemme 1991)

### Coppa del Mondo
- Miglior piazzamento in classifica generale: 10ª nel 1991
- 1 podio (individuale[2])[3]:
  - 1 terzo posto

### Campionati norvegesi
- 7 medaglie[4]:
  - 4 argenti
  - 3 bronzi